# Чемпионат мира по шоссейным велогонкам 1957
30-й чемпионат мира по шоссейному велоспорту проходил в бельгийском городе Варегем с 17 по 18 августа 1957 года. Он стал четвёртым на территории Бельгии.
В рамках чемпионата были проведены шоссейные групповые гонки среди мужчин у любителей и профессионалов.

## Призёры
| Велогонка                      | Золото                       | Серебро                     | Бронза                    |
| ------------------------------ | ---------------------------- | --------------------------- | ------------------------- |
| Мужчины                        |                              |                             |                           |
| Групповая гонка. Профессионалы | Рик Ван Стенберген · Бельгия | Луисон Бобе · Франция       | Андре Дарригад · Франция  |
| Групповая гонка. Любители      | Луис Прост · Бельгия         | Арнальдо Памбьянко · Италия | Схалк Верхуф · Нидерланды |

## Медальный зачёт
*   Принимающая страна (Бельгия)
| Место          | Страна         | Золото | Серебро | Бронза | Всего |
| -------------- | -------------- | ------ | ------- | ------ | ----- |
| 1              | Бельгия*       | 2      | 0       | 0      | 2     |
| 2              | Нидерланды     | 1      | 0       | 1      | 2     |
| 3              | Франция        | 0      | 1       | 1      | 2     |
| 4              | Италия         | 0      | 1       | 0      | 1     |
| Всего стран: 4 | Всего стран: 4 | 3      | 2       | 2      | 7     |

## Галерея
- Призёры среди любителей
- Чемпион среди профессионалов Рик Ван Стенберген